# Camellia pubifurfuracea
Camellia pubifurfuracea là một loài thực vật có hoa trong họ Theaceae. Loài này được Y.C.Zhong mô tả khoa học đầu tiên năm 1983.